# إنضار
الإنضار (بالإنجليزية: Debridement) هو إزالة المواد الغريبة والأنسجة الميتة أو الأنسجة المصابة بالعدوى لتحسين احتمال شفاء الجزء المتبقي من الأنسجة غير المصابة أو الصحية. هذه الإزالة قد تكون جراحية أو كيميائية أو ميكانيكية أو بالتحلل الذاتي أو العلاج باليرقات باستخدام بعض أنواع النغف التي تأكل الأنسجة المصابة بالنخر انتقائيا.